# Wilhelm M. Peitz
Wilhelm Maria Peitz SJ (* 15. Mai 1876 in Altendorf bei Essen; † 28. Juli 1954 in Koblenz) war ein deutscher Diplomatiker.

## Leben
Wilhelm Peitz trat am 13. April 1893 in Bleijenbeek den Jesuiten bei. Er studierte in Exaeten und in Valkenburg. Ab 1899 unterrichtete er am Jesuitenkolleg Stella Matutina in Feldkirch Latein, Geschichte und Geographie. Am 26. Juli 1907 empfing er die Priesterweihe in Innsbruck und legte am 15. August 1914 die letzten Gelübde ab. Nach Krankheiten und Erholungsphasen (in Bogotá und in Spanien) war er von 1914 bis 1938 Lehrer an der Stella Matutina in Feldkirch. Ab 1924 war er Ehrenmitglied der katholischen Studentenverbindung AV Austria Innsbruck.
Als Wissenschaftler widmete sich Wilhelm Peitz zum einen der Dogmengeschichte der Alten Kirche, insbesondere der Entstehungsgeschichte des Apostolischen Glaubensbekenntnisses, zum anderen der mittelalterlichen Papstgeschichte. Auf diesem Gebiet galten seine Forschungen vor allem dem Liber Diurnus, den ältesten Registern der päpstlichen Kanzlei und den Papsturkunden.
Wilhelm Peitz ist auf dem Hauptfriedhof Mülheim an der Ruhr begraben.

## Schriften (Auswahl)
- Das Originalregister Gregors VII. im Vatikanischen Archiv (Reg. Vat. 2). Nebst Beiträgen zur Kenntnis der Originalregister Innozenz' III. und Honorius' III. (Reg. Vat. 4–11). Vorgelegt in der Sitzung am 4. Mai 1910. Wien 1911, OCLC 248700602.
- Das Register Gregors I. Beiträge zur Kenntnis des päpstlichen Kanzlei- und Registerwesens bis auf Gregor VII. Freiburg im Breisgau 1917, OCLC 782013736.
- Das vorephesinische Symbol der Papstkanzlei. Rom 1939, OCLC 883850368.
- Dionysius Exiguus-Studien. Neue Wege der philologischen und historischen Text- und Quellenkritik. Bearbeitet und herausgegeben von Hans Foerster. Berlin 1960, OCLC 1154288859. (Uneingeschränkt lesbar sind nur das Titelblatt und zwei Seiten des Vorworts.)